# Mkunya
Mkunya ist ein Verwaltungsbezirk (englisch Ward) des Distrikts Newala (TC) in der tansanischen Region Mtwara.

## Geografie
Mkunya liegt im Südosten von Tansania, südöstlich der Distrikthauptstadt Newala an der Grenze zu Mosambik. Der größte Fluss ist der Rovuma, der die Staatsgrenze im Süden bildet. Der Hauptort Mkunya liegt auf etwa 400 Meter Seehöhe, nach Süden fällt das Land steil zum Rovuma auf 100 Meter ab. Der Bezirk grenzt im Norden an Makote und Mtumachi, im Osten an Mncholi I, im Süden an Mosambik und im Westen an Nanguruwe.  Bei der Volkszählung 2022 lebten 6998 Menschen in 2111 Haushalten auf einer Fläche von 39 Quadratkilometern.

## Gliederung
Der Bezirk besteht aus fünf Gemeinden (Mtaa) mit 20 Orten (Kitongoji):
| Kiuta - Dawamo - Kiuta Juu - Amkeni - Twendepamoja | Rahaleo - Sogea - Minazini - Shangani - Koloni | Matokeo - Mnauke - Matokeo - Tuvene - Mtandi | Mkunya - Kabambe - Majengo - Mkunya - Miembeni | Chihanga - Kaskazini - Kusini - Mkuto - Lihapa |

## Bildung
Die Kiuta Secondary School ist eine staatliche weiterführende Schule. Sie bildet Tages- und Internatsschüler bis zur 6. Stufe aus.

## Sonstiges
Am Fluss Mkunya liegt ein 4797 Hektar großes Waldreservat, das 1995 am Abhang zum Fluss Rovuma errichtet wurde,